# Sommer-OL 1952
Sommer-OL 1952 (den XV olympiades lege) blev afholdt 19. juli – 3. august 1952 i Helsinki med deltagelse af 69 lande.
Politik var ved at blive en fast del af OL arven. Helsingfors var den første ideologiske slagmark mellem kommunismen og kapitalismen. Russiske atleter vendte tilbage til OL for første gang siden 1912, men under sovjetiske flag. De østeuropæiske atleter ville ikke bo sammen med de kapitalistiske nationer, så de blev tilbudt studenterboliger.
Paavo Nurmi fik revanche for sin udelukkelse tilbage i 1932, da de finske værter valgte ham til at bære den olympiske flamme. Hans afløser i langdistancedisciplinerne, Emil Zátopek, dominerede endnu en gang ved at vinde guld i 5.000 m, 10.000 m og maraton.
Gymnastikdiscipliner blev domineret af Sovjetunionen og Maria Gorokhovskayas høst af to guld og fem sølv er stadigt rekord for flest medaljer vundet af en kvinde.
Danskerne glædede sig da den polioramte dressurrytter Lis Hartel vandt sølv. Det var i øvrigt første gang at en mand og en kvinde stod på det samme olympiske podie. Paul Elvstrøm vandt sin anden guldmedalje, denne gang i den ny enkeltmandsjolle på det olympiske program – finnjollen. 
Danske deltagere
- 131 mænd
- 15 kvinder

Danske medaljer i Helsingfors 1952:
- Guld: 2 – kano, sejlsport
- Sølv: 1 – dressur
- Bronze: 3 – boksning, fægtning, rosport

## Legenes baggrundshistorie og forberedelser

### Ansøgningsprocessen
Den finske succes ved Sommerolympiaden i 1912 i Stockholm inspirerede de finske idrætsledere så meget at det vækkede tankerne om egne olympiske lege: Eksempelvis fremlagde Erik von Frenckell den 12. september 1915 på Helsingfors Boldbane ved åbningen offentligt sin drøm om finske olympiske lege. Og det på et tidspunkt, hvor landet end ikke var selvstændigt endnu, men stadig underlagt det russiske zar som Storfyrstendømmet Finland.
Med fortsat fremgang i 1920’erne voksede begejstringen for at afholde egne olympiske lege, og de finske idrætsledere begyndt at planlægge bygningen af et stadion i Helsingfors efter Olympiaden i Antwerpen i 1920. De borgerlige idrætsorganisationer, Arbejderbevægelsens Idrætsforbund og byen Helsingfors grundlagde i 1927 Stadion-Fonden for at få et stadion til Helsingfors. Samme år meddelte Ernst Edvard Krogius, der var Finlands repræsentant i Den Internationale Olympiske Komité, IOC om Finlands ønske om at blive værter for de olympiske lege.
I 1930 gik man i gang med at ansøge om legene i 1936, hvilket satte fart i det påbegyndte planlægningsarbejde med Helsingfors Olympiastadion. Helsingfors tabte afstemningen om værtsskabet til Berlin med én enkelt stemme, men meldte sig imidlertid omgående som kandidat til legene i 1940. Helsingfors tabte også afstemningen om værtsskabet til legene i 1940 til Tokyo med stemmerne 36–27. Da den japanske-kinesisk krig brød ud i sommeren 1937 meddelte Tokio det efterfølgende år at afstå fra at arrangere Olympiaden og blot fire dage senere tilbød Den Internationale Olympiske Komité værtskabet til Helsingfors, som accepterede at påtage sig opgaven, selv om der kun var kort tid til forberedelsen af legene.
2. verdenskrig brød ud den 1. september 1939 med krig i næsten hele Europa til følge. Olympiadens finske arrangørkomité fortsatte imidlertid forberedelserne af legene med en optimistisk tro på fremtiden. Krigen mod Sovjetunionen, der indledtes den 30. november standsede dog aktiviteterne. Arrangørkomiteen besluttede at opgive at arrangere legene den 20. marts 1940 som følge af krigshandlingen mellem verdensdelene, og Finlands Olympiske Komité meddelte på sit møde den 20. april 1940, at Finlands første olympiske legene officielt var aflyst.
Ved afslutningen af den 2. verdenskrig fik London til opgave at arrangere Olympiaden i 1948, da byen oprindeligt var tildelt legene for 1944, som aflystes som følge af krigen. Helsingfors fortsatte sine forsøg på at få værtsskabet og meldte sig som ansøgerkandidat til de efterfølgende lege, dvs. legene i 1952. Helsingfors valgtes ved IOC’s kongres i Stockholm den 21. juni 1947 til værtsby, mens Amsterdam og de 5 amerikanske storbyer Los Angeles, Minneapolis, Detroit, Chicago og Philadelphia tabte konkurrencen. Til Helsingfors’ fordel talte de temmelig færdige idrætsfaciliteter, som havde været færdige med legene i 1940 for øje. Den 8. september 1947 grundlages arrangørkomiteen for XV Olympiades Lege, som påtog sig opgaven at arrangere legene. Kommunaldirektør Erik von Frenckell blev formand for komiteen, idet han var IOC-medlem og en af de betydeligste kræfter bag Helsingfors’ olympiske projekt.
| Kandidatby                        | Land    | 1. runde | 2. runde |
| Helsingfors                       | Finland | 14       | 15       |
| Los Angeles, Californien          | USA     | 4        | 5        |
| Minneapolis-Saint Paul, Minnesota | USA     | 4        | 5        |
| Amsterdam                         | Holland | 3        | 3        |
| Detroit, Michigan                 | USA     | 2        | -        |
| Chicago, Illinois                 | USA     | 1        | -        |
| Philadelphia, Pennsylvania        | USA     | -        | -        |

### Den politiske situation
Det politiske klima var spændt ved arrangeringen af de olympiske lege i Helsingfors. Der var flere svære spørgsmål på dagsordenen, da Den Internationale Olympiske Komité holdt sit møde i Wien i 1951. Den kolde krig gav problemer. Desuden skulle situationen mellem Israel og den arabiske verden, de to Tysklandes mulige fælles deltagelse samt Folkerepublikkens Kinas og Republikken Kinas (det daværende Formosa-Kinas) situation behandles.
Ved de olympiske i London fire år tidligere savnedes stadig to af de tabende magter fra 2. verdenskrig, Tyskland og Japan. Italien havde allerede dengang fået ret til at deltage. Israel var endnu ikke med i London, efter som det havde betydet de arabiske landes udeblivelse. Imidlertid blev alle de lande, der ikke havde været med i London, indbudt til at deltage i Helsingfors.
Den kolde krig påvirkede både USA's og USSR's deltagelse i legene. USA's deltagelse i legene afgjordes først, da landet havde fået en vurdering fra sin ambassade i Finland om den politiske situation i Finland. Sovjetunionen anerkendtes som medlem af IOC i maj 1951 og samme i december accepterede landet invitationens til deltagelse i legene, idet landets idrætsfolk var i medaljeform. Selv om den sovjetiske ledelse førhen havde ansat legene for et borgerligt arrangement, fattede landets ledelse dog, at det ville være af propagandamæssig værdi at deltage i de olympiske lege i Helsingfors. Alene i det ene år blev der spenderet milliarder af rubler i Sovjetunionen på at træne idrætsdeltagerne. Sovjetunionen planlagde, at skulle flyve sine idrætsfolk hver eneste dag mellem Leningrad og Helsingfors. En anden mulighed var, at de sovjetiske idrætsudøvere blev indkvarteret i den Den Røde Hærs garnisonsområde i Porkalaområdet, (30 km sydvest for Helsingfors). Finland krævede imidlertid, at alle legenes deltagere blev indkvarteret i den olympiske by. Som kompromisløsning blev der oprettet en anden olympisk by til Østblokkens idrætsfolk i Esbo i Otnäs.
Selv legene i 1952 blevet truet af aflysning som følge af verdenssituationen. Koreakrigen var brudt ud i 1950, og det gav grund til bekymring i komiteen, der stod for arrangementet. Efter von Frenckells forslag besluttede arrangørerne at tegne en forsikring hos Lloyd's of London i tilfælde af krig.

## Den olympiske ild
Den olympiske ild blev transporteret over land fra Olympen til Athen, hvorfra den blev fløjet i en minearbejderlygte, der var skænket af Saarlands olympiske komité, af SAS til Aalborg. Beskyttelsesskjoldet omkring lampen var formgivet af kunstneren Sakari Tohka. Selve den olympiske fakkel var formgivet af kunstneren Aukusti Tuhka.
Fra Danmark fortsatte fakkelstafetten i løb, på cykel, til hest, i robåd og kajak til København, hvorfra den fortsatte med færge til Malmø i Sverige. Fakkelstafetten fortsatte op gennem Sverige med 700 stafetløbere til Haparanda, hvorfor den fortsatte over grænsen til Torneå. Ville Pörhölä tog imod stafetten på grænsebroen mellem Finland og Sverige og eskorterede den til Torneå Idrætsstation. Fakelstafetten fra Grækenland blev i Torneå forenet med midnatsolens ild, der var blevet tændt på fjeldet Pallastunturi den 6. juli 1952. I virkeligheden blev flammen på Pallastunturi tændt ved hjælp af gas, da julinatten på det tidspunkt var så overskyet, at det ikke var muligt at udnytte solen til at tænde ilden med. Fra Torneå fortsatte faklen ned gennem Finland til Helsingfors. Den blev på sin rejse transporteret af over 1.200 personer.
Oprindeligt havde det været meningen at transportere ilden til Helsingfors via Sovjetunionen, men det blev ikke arrangeret i tide, trods anstrengelser fra diplomatiet. Rejsen forløb fra den 25. juni til den 19. juli 1952 med i alt 7.870 kilometer (hvoraf de 3.125 km blev fløjet). Den egentlige olympiske flamme tændtes på Helsingfors Olympiastadion, og desuden brændte flamme også i Tavastehus i fast og i andre steder i flytbar form.
Den olympiske ilds rute:
- Grækenland: Olympen – Korinth – Athen[16]
- Danmark: Aalborg – Århus – Vejle – Odense – Sorø – København[17]
- Sverige: Malmø – Helsingborg – Laholm – Gøteborg – Jönköping – Norrköping – Örebro – Stockholm – Uppsala – Falun – Gävle – Hudiksvall – Sundsvall – Umeå – Skellefteå – Boden – Haparanda[18]
- Finland: Pallastunturi – Rovaniemi – Torneå – Uleåborg – Karleby – Jyväskylä – Tammerfors – Helsingfors[19]

## Åbningsceremonien
Åbningsceremonien for de olympiske lege i Helsingfors arrangeredes den 19. juli. Selv om vejret var regnvådt og køligt, og der ikke var tagdækning på Olympiastadion på andet end hovedtribunen var stadion fyldt og 70.435 tilskuere fulgte åbningen på stedet. Der var rekorddeltagelse i åbningsmarchen med 5.469 personer fra 67 lande. Efter indmarchen blev de opstillet landevist på midterbanen og arrangørkomiteens formand, Erik von Frenckell, fremsagde sin velkomsthilsen på finsk, svensk, fransk og engelsk. Præsident Juho Kusti Paasikivi holdt efter velkomsthilsnen en åbningstale, som var den korteste i olympisk historie. Efter talen fulgte hejsningen af det olympiske flag og den olympiske fanfare.
Den olympiske ild tændtes af løberheltene Paavo Nurmi (på stadion) og Hannes Kolehmainen (på stadiontårnet), noget der havde været hemmeligholdt indtil det allersidste. Da det blev annonceret, at Paavo Nurmi ville ankomme til stadion, sprang idrætsfolkene til frem for at bedre kunne se legenden i levende live. Kun de sovjetiske og finske rækker forblev intakte. Faklen blev bragt op ad trapperne i det 72 meter høje stadiontårn af fire fodboldspillere, hvorpå Hannes Kolehmainen tændte den olympiske flamme på toppen af tårnet.
Da en olympiske ild var tændt, skulle ærkebiskop Ilmari Salomies fremsige idrætsbønnen, men i stedet steg Barbara Pleyer, der blev kaldt ”legenes hvide engel”, op på talerstolen. Hun var hoppet fra ned fra tilskuerpladserne på banen og direkte over til talerstolen. Arrangørerne fik hende hurtigt fjernet, og hun nåede kun at få sagt ganske ord i mikrofonen. Det var Pleyers mening at deklarere et fredsbudskab. Den 44-årige Heikki Savolainen, der selv deltog i den femte olympiade, sværgede den olympiske ed på idrætsudøvernes vegne.

## Idrætsbegivenhederne
Der deltog 4.925 idrætsfolk fra 69 forskellige lande i legene, inkl. Sovjetunionen, der deltog for første gang nogensinde, og Tyskland, som deltog for første gang efter 2. verdenskrig. Der blev arrangeret i alt 149 konkurrencer i 17 forskellige idrætsgrene.
Legenes absolutte største helt blev Tjekkoslovakiets langdistanceløber Emil Zátopek, der vandt 3 guldmedaljer i hhv. 5.000 m, 10.000 m og maraton.

### Atletik
I atletik konkurreredes der i 33 idrætsgrene, heraf 24 for mænd og 9 for damer. Den mest overlegne nation var USA, som vandt 31 medaljer, hvoraf 9 var guld. Sovjetunionen tog 17 medaljer, men opnåede kun to mesterskaber, og Tyskland med sine 8 medaljer forblev uden førstepladser. Medaljelistens nr. 2 var Tjekkoslovakiet, for hvem 4 af de 5 var guldmedaljer.
Den 29-årige Emil Zátopek vandt på 5.000 og 10.000 meter samt maratonløbet, som han deltog i for første gang i sin karriere. På damesiden var australieren Marjorie Jackson på løbedistancerne 100 og 200 meter. Desuden blev der sat verdensrekorder i 7 idrætsgrene. Trespringeren Adhemar Ferreira da Silva slog den gamle verdensrekord fire gange, og i tikamp satte Bob Mathias ny verdensrekord og vandt med over 900 point foran den efterfølgende konkurrent.

### Basketball
Der var tilmeldt 23 hold til basketball, hvoraf 10 gik direkte til den egentlige konkurrenceturnering. De øvrige 13 nationer konkurrerede inden den officielle åbning af de olympiske konkurrencer om de sidste 6 pladser i den olympiske turnering i en udtagelsesturnering.
I basketball vandt USA, som besejrede Sovjetunionen i finalekampen med pointene 36–25. Finalekampen var relativt langsom i tempoet, idet Sovjetunionen forsøgte at følge med i det amerikanske tempo ved at køle spillet ned. USA havde allerede tidligere i turneringen vundet klart over Sovjetunionen med 86–58. Bronze blev vundet af Uruguay, der også afstedkom et holdslagsmål i turneringen, da de var utilfredse med dommerafgørelsen.

### Boksning
Den olympiske bokseturnering bød på en række ændringer i forhold til tidligere års olympiader. Antallet af vægtklasser var udvidet fra de traditionelle 8 til 10, idet letweltervægt og letmellemvægt for første gang var taget med på programmet. Nyt var også, at taberne af semifinalen ikke længere skulle kæmpe om bronzemedaljen, der således blev tildelt hver af taberne. Boksning var den eneste sportsgren ved olympiaden, hvor dette princip fandt anvendelse. 
Bokseturneringens store profil var den kun 17-årige amerikaner, mellemvægteren Floyd Patterson, der imponerede med sin smidighed, slagkraft og enorme rækkevidde for en mellemvægter. Patterson vandt finalen, da han efter kun 42 sekunders boksning stoppede sin modstander rumæneren Tita, og derved blev vinder af den korteste boksefinale ved de moderne olympiske lege. 
I sværvægt vandt amerikaneren Ed Sanders, da svenskeren Ingemar Johansson blev diskvalificeret for passivitet. Johansson fik frataget sin sølvmedalje, der dog mere end 30 år senere blev tildelt Johansson. 
Sovjetunionen deltog for første gang i den olympiske bokseturnering, og høstede 2 sølv- og 4 bronzemedaljer. Bedste nation blev USA med 5 guldmedaljer. 
Fra Danmark deltog de danske mestre Kjeld Steen (fluevægt, tabt i 1. runde), Niels Berthelsen (letvægt, stoppet i 1. runde), Hans V. Petersen (letweltervægt, tabt 1. runde), Victor Jørgensen (weltervægt, bronzemedalje) og Ebbe Kops (letmellemvægt, tabt 1. kamp).

### Brydning
I Helsingfors blev der konkurreret i 8 vægtklasser både i græsk-romersk brydning og i fribrydning. Alle slutkampe foregik i den store Messehal I, mens de indledende kampe i fribrydning afholdtes i den mindre Messehal II. Konkurrencerne i fribrydning afholdtes i dagene 20.–23. juli og de græsk-romerske brydninger i dagene 24.–27. juli.
Den mest succesrige brydningsnation var Sovjetunionen, hvis idrætsudøvere vandt 6 guld og i alt 10 medaljer i grenen. Sverige beherskede fribrydningen og fik samlet næstflest medaljer. Den mest overlegne bryder var den græsk-romerske sværvægtsbryder, sovjetborgeren Johannes Kotkas. Det lykkedes ham at kaste alle sine modstanderne om på ryggen på under fem minutter.

### Cykling
Der blev uddelt medaljer i 6 grene inden for cykelsport, hvoraf 4 var i banecykling og 2 i landevejscykling. Der deltog 214 cykelløbere i konkurrencerne fra 36 lande. Konkurrencerne i banecykling kørtes i dagene 29.–31. juli og landevejscykling den 2. august.
I alt 7 lande høstede medaljer og guldmedaljerne gik til Italien, Australien og Belgien. Italien var det bedste nation med 5 medaljer. To guldmedaljer gik til australieren Russell Mockridge, som vandt mesterskabet i 1.000 meter på tid og i par ved tandemkørsel, samt til belgieren André Noyelle, som vandt landevejskørslen på 190 kilometer i den individuelle konkurrence og i holdkonkurrencen.

### Fodbold
Fodboldturneringen begyndte allerede før den officielle åbning af legene, eftersom de enkelte kvalifikationskampe blev arrangeret i dagene 15.–16. juli i hhv. Kotka, Lahtis, Tammerfors, Åbo og Helsingfors. Der var tilmeldt 27 lande, hvoraf imidlertid Saarland og Mexico udeblev inden legene var begyndt.
Ungarn vandt guld, da de i finalekampen slog Jugoslavien med 2–0. Sverige vandt bronze. Der var 58.533 betalende tilskuere til finalekampen på Olympiastadion, hvilket er den største tilskuerskare, som har overværet en fodboldkamp i Finland nogensinde.

### Fægtning
Olympiadens fægtekonkurrencer udkæmpedes i Esbo i tennishallen i Westend. Herrerne konkurrerede i kårde, sabel og fleuret både i individuel konkurrence og holdkonkurrence. Damerne havde kun fleuret på programmet i individuel konkurrence. Der deltog 250 mænd og 37 kvinder fra 32 lande.
Italien, Ungarn og Frankrig var traditionelt det bedste fægtenationer og drog af med alle guldmedaljerne. I alt 6 lande tog medaljer, inkl. Danmark, hvor Karen Lachmann tog bronze i fleuret. De italienske brødre Mangiarotti Edoardo og Dario tog dobbeltsejr i kårde. De ungarske fægtere tog en tredobbelt sejr i sabel.

### Gymnastik
De olympiske gymnastikkonkurrencer domineredes af Sovjetunionen, som deltog i Legene for første gang, og hvis gymnaster vandt 9 guldmedaljer og tog i alt 22 medaljeplaceringer. Nationer som Finland, Schweiz og Tyskland, der tidligere havde domineret olympisk gymnastik fik betydeligt svagere placeringer. I alt blev der uddelt medaljer i 8 idrætsgrene for herrer og 7 for damer.
Blandt herrerne tog Viktor Tšukarin og blandt damerne Marija Gorohovskaja flest individuelle medaljer. Tšukarin vandt 4 guld- og 2 sølvmedaljer. Gorohovskaja tog medaljer i alle grene for damer. Hendes medaljehøst på 7 medaljer (2 guld og 5 sølv) er olympisk rekord for kvinder individuelt.

### Hockey
Hockey blev taget med på programmet som olympisk i Helsingfors på betingelse af, at der højest tilmeldte sig 12 hold til konkurrencerne. Slutteligt søgte 16 hold sig til legene, hvoraf det Internationale Hockeyforbund udvalgte 12 nationer, som fik en plads ved legene. Til sidste frameldte 4 lande sig, hvorved alle der havde ønsket at deltage kom med i den olympiske turnering.
Turneringen indledtes med to spillerunder allerede inden åbningen af legene . Finalekampen blev afspillet den 24. juli. Ved finalen i Helsingfors Velodrom, hvor der blev spillet, mødtes Indien og Nederlandene. Indien vandt mesterskabet med 6–1.

### Kano og kajak
Konkurrencerne i Kano og kajak afholdtes på havet ud for Helsingfors i Edesviken i dagene 27.–28. juli. Der var i alt 159 deltagere fra 21 nationer i herrernes 8 og kvindernes ene konkurrencedistance.
Idrætsgrenen var værtsnationen, Finlands, medaljefest, idet 4 ud af 9 klasser blev vundet af Finland. Desuden tog finnerne én sølv og én bronze. Dobbeltguldmedaljevinderne var toerkajakken på 1.000 og 10.000 meter med finnerne Kurt Wires og Yrjö Hietanen. Guldet i damernes eneste klasse 500 meter enerkajak tog Sylvi Saimo, som var historiens første kvindelige finske guldmedaljevinder ved de olympiske sommerlege. Den næstbedste nation i kano og kajak var Sverige, som vandt 1 guld- og 3 sølvmedaljer. Danmarks toerkano på 1.000 meter med Bent Rasch og Finn Haunstoft vandt guld med tiden 4.38.3.

### Moderne femkamp
De olympiske konkurrencer i moderne femkamp var henlagt til landskabet omkring Ahvenisto i Tavastehus. Der var tilmeldt 51 deltagere fra 19 lande til denne idrætsgren. I konkurrencerne var desuden holdkonkurrence med for første gang i den olympiske historie.
Sverige, Ungarn og Finland delte medaljerne. Sveriges Lars Hall vandt den individuelle konkurrence og Ungarn var bedste nation i holdkonkurrencen. Alle idrætsgrenens hidtidige olympiske vindere har været officerer. Hall var derimod tømrer af profession.

### Roning
Roerne konkurrerede i 7 discipliner i dagene 20.–23. juli. Konkurrencerne afholdtes i bugten ud for bydelen Mejlans, idet Edesviken, hvor konkurrencerne i kano og kajak afholdtes, lå alt for åbent for havgus til at være anvendeligt til formålet. Der var I alt 409 deltagere fra 33 lande.
Fjorten nationers roere nåede til medaljerækken, og kun amerikanerne tog 2 guldmedaljer. Den yngste olympiske vinder var at finde ved rokonkurrencerne. Det var i toeren med styrmand , hvor den franske vinderbesætnings styrmand var den 14-årige Bernard Malivoire. Den danske toer med styrmand vandt bronze med besætningen Svend Petersen, Poul Svendsen og styrmanden Jørgen Frantzen med tiden 8.34,9. 

### Sejlsport
Der blev afviklet konkurrencer i vandene ved Helsingfors i 5 forskellige klasser i dagene 20.–28. juli. Det større både sejlede ud for Gråhara klippeskær og fyr, og finnjollerne sejlede i farvandet ved Skifferholmen. Der deltog 93 bådsbesætninger fra 29 lande.
USA, Norge og Sverige to 3 medaljer. USA var eneste nation, som tog 2 guldmedaljer i sejlsport. I enkeltmandsjollen, finnjolle, som var en videreudvikling af Firefly-klassen, var det danskeren Paul Elvstrøm, som overlegent vandt mesterskabet. Guldmedaljen var Elvstrøms anden i hans sejlerkarriere. Han blev senere hen den første idrætsmand, der vandt samme disciplin 4 gange i træk.

### Skydning
Der blev konkurreret i syv discipliner i skydning, som foregik på Malms Skjutbana under relative svære vindforhold. Til trods for det blev der skudt fine resultater i Helsingfors, idet de fire bedste i løbende hjort satte verdensrekorder, lige som der blev sat verdensrekord i liggende riffelskydning.
Ti nationer tog medaljer i skydning. Som eneste land opnåede Norge 2 guldmedaljer, mens Sovjetunionen vandt flest medaljer. Som eneste skytte vandt den sovjetiske Boris Andrejev 2 medaljer. I 50 m riffel tre stillinger fejrede man allerede finsk sejr, da den finske Rundradio nåede at spille æresfanfaren Björneborgarnas marsch til ære for Vilho Ylönen. Efter en times lang kontrolberegning, udråbtes imidlertid nordmanden Erling Asbjørn Kongshaug som vinder af konkurrencen.

### Svømning
På Helsingfors Simstadion konkurrerede herrerne i 6 og damerne i 5 discipliner. De hårde konkurrencer fandt sted i dagene 25. juli–2. august. Siden legene i London var der klart sket fremskridt, idet den gamle olympiske rekord blev slået i hver eneste disciplin.
Amerikanerne dominerede herrernes distancer og ungarerne damernes. Begge nationer fik tilsammen 4 guldmedaljer. Ford Konno var den mest succesrige svømmer med 2 guld- og 1 sølvmedalje. Hos damerne vandt Katalin Szöke 2 guldmedaljer og Éva Novák foruden guldmedalje i holdkonkurrence 2 sølvmedaljer. Den eneste verdensrekord ved legene svømmede Ungarns kvinder ind i 4 ×100 meter for hold med fri stilart. For sidste gang var det tilladt ved de olympiske lege i Helsingfors i brystsvømningen at deltage med butterflystilen. Hos herrerne var der ikke en eneste svømmer, der svømmede i brystsvømningsstil, som klarede sig til finalen. Hos damerne klarede Novák en sølvmedalje.

### Udspring
I udspring blev der kæmpet i 4 discipliner hos herrerne og damerne. USA var dominerende i idrætsgrenen, idet 9 af de i alt 12 medaljer gik til amerikanerne. Udover USA var det kun Frankrig, Mexico og Tyskland, der opnåede medaljer i udspring. Patricia McCormick vandt olympisk guld hos damerne på såvel 3 meter vippen som 10 meter tårnspring.

### Vandpolo
Der deltog 21 land i vandpoloturneringen. Det var meningen at spille den indledende serie i et bassin i åbent hav, men som følge af det kølige vand, bestemte Det Internationale Svømmeforbund, at alle kampe skulle spilles på Svømmestadion. Derfor blev det nødvendigt at spille nogle af de indledende kampe allerede ved sekstiden om morgenen.
Vandpolomesterskabet afgjordes i finaledivisionen, hvor 4 hold mødte hinanden en gang. Ungarn og Jugoslavien sluttede med lige point ved at vinde to andre kampe og spille uafgjort 2–2 mod hinanden. Ungarn vandt guldet ved hjælp af en bedre målforskel.

### Vægtløftning
Der var 7 vægtklasser på det olympiske program med 141 deltagere. Oprindeligt skulle der kun have været 6 serier, men let sværvægt blev føjet til, hvorfor vægtgrænsen for sværvægtsserien blev hævet fra 82,5 kg til 90 kg. Tilføjelsen af den nye vægtklasse skete så sent, at konkurrenceprogrammet ikke kunne ændres. Vægtløftningen foregik som planlagt i Messehallen i dagene 25.–27. juli .
Samtlige 7 guldmedaljer blev delt mellem deltagerne fra USA og USSR. De sovjetiske idrætsfolk vandt i alt 7 medaljer, og amerikanerne tog 4 mesterskaber, mens de sovjetiske vægtløftere kun tog 3 mesterskaber hjem. I vægtløftning blev der sat i alt 5 verdensrekorder. I sværvægtsserien var John Davis den altoverlegne. Han havde ikke tabt én eneste konkurrence siden 1938 og fortsatte også sin sejrsgang i Helsingfors.

### Opvisningsgrene–
Ifølge de olympiske regler havde arrangørerne af legene lov til at vælge to opvisningsgrene, hvoraf den ene kunne være udenlandsk og den anden indenlandsk. I forbindelse med legene i Helsingfors blev der arrangeret en håndboldskamp og en bobollskamp. I legenes håndboldskamp mødtes Danmark og Sverige på Olympiastadion. På grund af kraftige regnskyl i denne udendørskamp forblev niveauet ret beskedent. Sverige vandt med 19–11.
Boballskampen blev også spillet på Olympiastadion. I kampen mødtes hold fra Suomen Pesäpalloliitto (Finlands Bobollsforbund) og Työväen Urheiluliitto (Finlands Arbejdersportsforbund). Pesäpalloliitto vand med 8–4. I pauserne ved begge opvisningskampe blev publikum underholdt af de finske mandlige og kvindelige idrætsgymnasters opvisninger.

## Medaljetabel
Top 10
| Placering | Land                  | Guld | Sølv | Bronze | Total |
| --------- | --------------------- | ---- | ---- | ------ | ----- |
| 1         | USA (USA)             | 40   | 19   | 17     | 76    |
| 2         | Sovjetunionen (URS)   | 22   | 30   | 19     | 71    |
| 3         | Ungarn (HUN)          | 16   | 10   | 16     | 42    |
| 4         | Sverige (SWE)         | 12   | 13   | 10     | 35    |
| 5         | Italien (ITA)         | 8    | 9    | 4      | 21    |
| 6         | Tjekkoslovakiet (TCH) | 7    | 3    | 3      | 13    |
| 7         | Frankrig (FRA)        | 6    | 6    | 6      | 18    |
| 8         | Finland (FIN)         | 6    | 3    | 13     | 22    |
| 9         | Australien (AUS)      | 6    | 2    | 3      | 11    |
| 10        | Norge (NOR)           | 3    | 2    | 0      | 5     |

## Deltagerlandene
I alt 70 nationer tog imod indbydelsen til deltagelse i legene, men Haiti deltog kun i den kunstudstilling, der blev afholdt i forbindelse med legene. Der blev i alt inkl. reserver tilmeldt 5.859 idrætsudøvere, hvoraf 4.925 sås som deltagere i konkurrencerne . De største deltagerlande var førstegangsdeltageren Sovjetunionen samt USA, Finland, Storbritannien, Frankrig, Italien, Tyskland og Sverige – alle med idrætshold på over 200 personer. Legenes mindste deltagerlande var Republikken Kina og Britisk Guyana hver med et hold på én mand. Tyskland var også fritaget fra ”krigsboykotten” og deltog med et hold idrætsfolk fra Forbundsrepublikken Tyskland for første gang siden Legene i Berlin. Og som følge af Tysklands deling deltog Saarland med et selvstændigt hold idrætsfolk for første og eneste gang i historien.
Tolv nationer var førstegangsdeltagere i 1952: Bahama, Guldkysten (nu Ghana), Guatemala, Hong Kong, Indonesien, Israel, De Nederlandske Antiller, Nigeria, Sovjetunionen (USSR), Thailand og Vietnam.
| - Argentina - Australien - Bahamas - Belgien - Bermuda - Brasilien - Bulgarien - Myanmar - Canada - Ceylon - Chile - Cuba - Danmark - Egypten - Filippinerne - Finland - Frankrig - Guatemala - Holland - Hongkong - Indien - Indonesien - Iran |  | - Irland - Island - Israel - Italien - Jamaica - Japan - Jugoslavien - Grækenland - Guldkysten - Kina - Libanon - Liechtenstein - Luxembourg - Mexico - Monaco - Nederlandske Antiller - New Zealand - Nigeria - Norge - Pakistan - Panama - Polen |  | - Portugal - Puerto Rico - Rumænien - Saarland - Schweiz - Singapore - Sovjetunionen - Spanien - Storbritannien - Sverige - Sydafrika - Sydkorea - Thailand - Tjekkoslovakiet - Trinidad og Tobago - Tyrkiet - Tyskland - Ungarn - Uruguay - USA - Venezuela - Vietnam - Østrig |  | - Haiti |

## Konkurrencestederne
Størstedelen af konkurrencestederne findes i hovedstadsregionen. Det var kun moderne femkamp, der blev arrangeret i Tavastehus og en del af fodboldkampene i Tammerfors, Lahtis, Kotka og Åbo.
Hovedarenaen var Olympiastadion, hvor åbnings- og afslutningsceremonierne afholdtes, ligesom atletikkonkurrencerne, semifinalerne og finalerne i fodbold samt ridebanekonkurrencen Prix des Nations.. Stadion var bygget til brug for de olympiske lege i 1940 og åbnedes allerede i 1938, men havde været udsat for bombninger under 2. verdenskrig, bl.a. faldt der 16 brandbomber den 26.-27.02.1944. Derfor var det nødvendigt at udføre både udvidelses- og istandsættelsesarbejder. Betonbyggeriet på tilskuertribunen blev udvidet, og der blev bygget en midlertidig tilskuertribune i den sydlige og nordlige bue samt på østsiden, hvorved det olympiske stadions tilskuerkapacitet steg til ca. 70.000.
Svømmekonkurrencerne afholdtes på Helsingfors Svømmestation, som er beliggende kun nogle få hundrede meter øst for Olympiastadion, og hvor der er 3 bassiner: konkurrence-, dykke- og børnebassin . På svømmestadion kunne der være ca. 9.500 tilskuere, da der var bygget en østlig tilskuerplads af træ og derudover var ståpladser til i alt ca. 6.000 mennesker . I nærheden af stadion lå Messehallen (den nuværende Tölö Sportshall), hvor der i to adskilte haller arrangeredes mange indendørs discipliner. I den store hal afholdtes konkurrencerne i gymnastik for herrer, brydning og boksning. I den mindre hal afholdtes gymnastik for kvinder, indledningskampene i fribrydning, vægtløftning og finalen i basketball. Kun 2 km nord for Olympiastadion ligger Helsingfors Velodrom, hvor banecyklingen afholdtes, og i hvis midte hockeykampene blev spillet på plænen . Kampene i den indledende serie i basketball spilledes i Tennispalatset og fægtning foregik i Esbo, i Westend tenniscenter.
Bortset fra lerdueskydning foregik skydekonkurrencerne på Malms skjutbana 11 km fra Helsingfors centrum. Konkurrencerne i lerdueskydning foregik på Finlands Jägarförbunds bane i Hoplax. I Brunakär afholdtes skoleridningerne, i Tali ridebanespringning og i Dal militarykonkurrencerne.
Ved Edesviken i Tölö én km fra Olympiastadion blev der bygget et stadion til brug for ronings- og kano- og kajakkonkurrencerne. Stedet blev dog ikke godkendt som konkurrencested for roningskonkurrencerne, da det lå for åbent for vind fra havet. Der blev imidlertid roet i bugten ud Mejlands, ca. 3 km fra Olympiastadion. Stedet lå betydeligt mere i læ af vind end Edesviken . På Gråhara fyr og klippeskær et par km ud for kysten ved Helsingfors centrum lå start- og målområdet for de større sejlbådsklasser. Finnjollekonkurrencernes start- og målsted lå ved Skifferholmen længere ind mod kysten.
Maratonløbets rute gik fra Olympiastadion til Kottby og derfra ad Tusbyvägen til Mätäkivenmäki og tilbage. På vendepunktet i vejkanten på Gamla Tusbyväg er der senere rejst et monument. 
I Tavastehus ved Ahvenisto byggedes der et svømmestadion til brug for den moderne femkamp. Også de øvrige fire grene i femkampen afholdtes i landskabet ved Ahvenisto.

## Påvirkningerne og arven efter legene
De olympiske lege havde indflydelse på finnerne, Helsingfors som by og udlændinges billede af finnerne. Olympiaden kan endog anses som en symbolsk afslutning på efterkrigsårene i Finland. Genopbygningen af landet afsluttedes i praksis netop i 1952, selv om mange endnu i begyndelsen af årtiet boede i midlertidige boliger. De sidste krigsskadeerstatninger blev betalt i september 1952, og rationeringspolitikken afskaffedes på samme tid.
Bybilledet i Helsingfors fik helt klart ny opfriskning som følge af Olympiaden. Udviklingen af Helsingfors var allerede begyndt i slutningen af 1930’erne, og på det tidspunkt byggedes bl.a. Riksdagshuset, Glaspalatset og Hovedposthuset. Olympiadedrømmene motiverede mange bygningsentreprenører. Helsingfors forlystelses- og natteliv var beskedent i forhold til tidligere olympiske værtsbyer. Der blev etableret mange midlertidige restauranter og underholdningssteder. Byen havde et tivoli i flere årtier, men det var igen det olympiske værtsskab, der satte et sidste skub i planerne. Da værtsskabet var sikret begyndte Helsingfors kommune, at søge efter et sted i bydelen Alphyddan til en forlystelsespark. I december 1949 lejede man et grundstykke, hvor man den 27. maj 1950 åbnede Helsingfors’ forlystelsespark Borgbacken. Under legene åbnedes f.eks. også den kommunale færgeforbindelse til Sveaborg . Olympiaden påvirkede desuden Helsingfors’ infrastruktur, da der til byen bl.a. blev bygget en ny lufthavn i Vanda, en Olympiakaj, nyasfalterede veje og byens første lyskurver.
Olympiadens indvirkning på finnerne er svær at definere. Det gjorde sikkert godt for finnernes selvtillid, at de i fællesskab lykkedes med en sådan kæmpebegivenhed og samtidig en ny berøringen med fremmede i et mellemfolkelig arrangement. For mange finner var legene den første gang, de havde at gøre med udlændige med anden hudfarve. Samtidigt var de olympiske lege noget, der samlede stridende finner. Eksempelvis blev de kraftige stridigheder mellem Finlands Arbejderidrætsforbund og Finlands Landsdækkende Sportsforbund lagt på is under de olympiske lege, selv om de fortsatte længe efter legenes afslutning. Som følge af internationaliseringen af landet, kom der også nye varer til Finland. Den kendteste af dem af var Coca-Cola. Desuden importeredes der for første gang tyggegummi til landet, og Alko, det statslige vinmonopol, lancerede nye drikkevarer, heriblandt Gin Long Drink.
Finlands forhold til Storbritannien blev klart varmere takket være Olympiaden. En af grundene hertil var i specielt, at Prins Philip, som besøgte legene, fik en varm modtagelse i Finland. Efter 2. verdenskrig havde Storbritannien forholdt sig brysk til Finland, men de olympiske lege viste, at Finland hørte med til den vestlige verden.

### "Det sidste rigtige olympiske lege "
I Finland kaldes de olympiske lege i Helsingfors sommetider for de sidste rigtige olympiske lege , når man forsøger at understrege legenes karakter som legene med den sidste rigtige olympiske ånd, der var sportslig og ikke-kommerciel. For eksempel er legene blevet betegnet med denne udtalelse i Antero Raevuoris bog om legene. Sætningen er imidlertid opfundet i Finland, og der er ikke noget, man bruger andre steder i verden. Den udvikledes i 1970’erne og 1980’erne, da doping begyndte at forekomme alt oftere inden for sportsverdenen, hændelserne under legene i 1972 med blodbadet og legene i 1976, 1980 samt 1984, hvor olympiaderne i vidt omfang blev boykottet.
De olympiske lege i Helsingfors var på en vis måde en tilbagevenden til tidligere tiders mindre konkurrencer som følge af ressourcerne, eftersom Finland er det mindste land, hvor de olympiske sommerlege er afholdt. I Melbourne i 1956 var der godt nok færre idrætsdeltagere end i Helsingfors og i praksis begyndte legene først at vokse sig klart større i 1970’erme. På den anden side var de olympiske lege i Helsingfors stadigvæk relativt ukommercielle, men de efterfølgende lege har heller ikke været større eksempelvis markedføringsmæssigt. Desuden støttede Kodak legene allerede i Athen i 1896, mens Polens presse kritiserede de olympiske lege i Helsingfors for at være "de modbydelige næringsdrivendes konkurrencer".
Helsingfors besøgtes under legene af ca. 120.000 udenlandske turister.